# Vodojemy Kraví hora

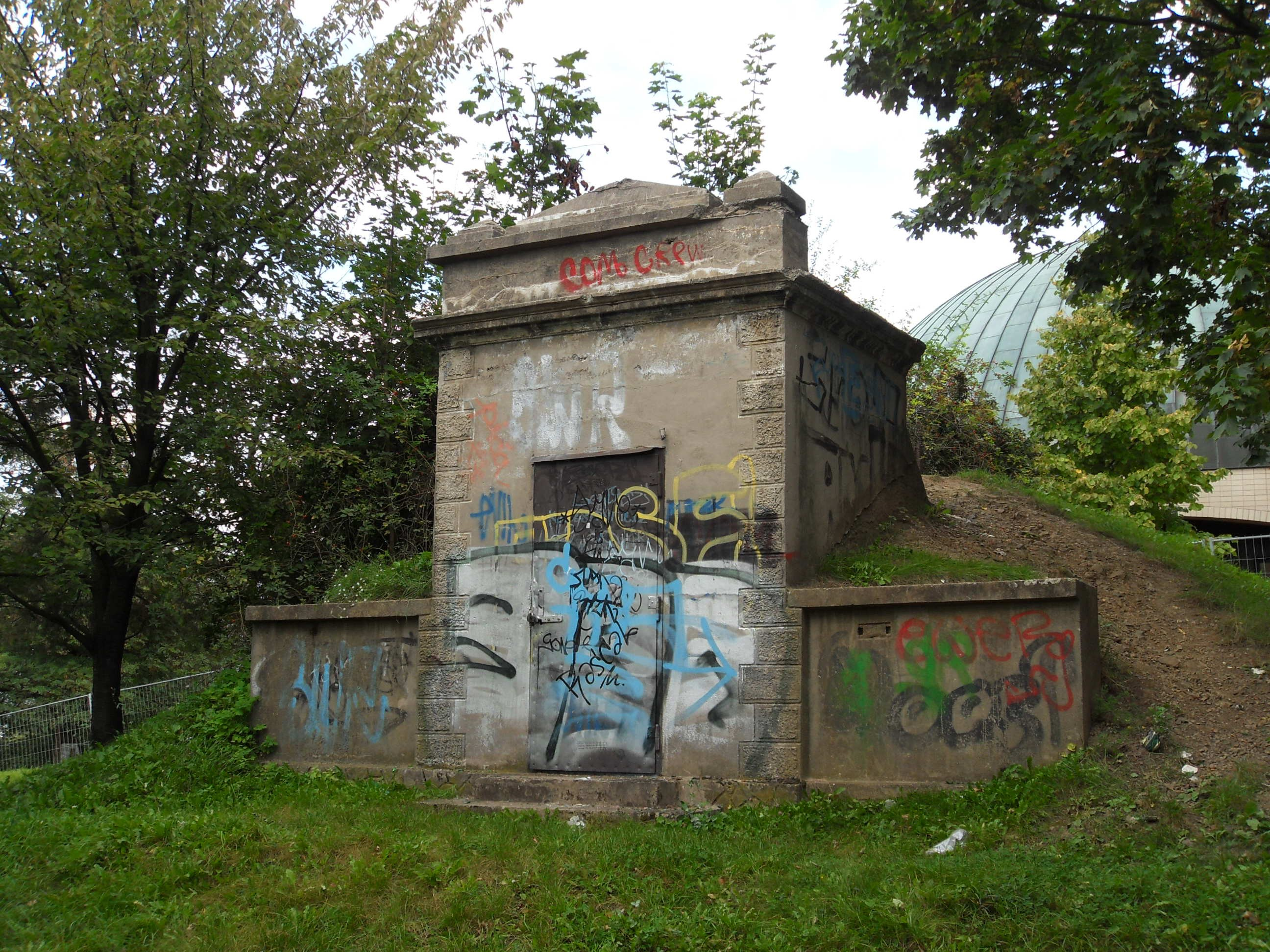
Původní vodojem na Kraví hoře

Vodojemy Kraví hora jsou dvojice vodojemů v Brně na vrcholu Kraví hory. První z nich byl postaven v roce 1913 jako součást tzv. úřednického vodovodu. Byl napájen vodou ze studny v Žabovřeskách a jeho objem činil 60 m³. V roce 1924 byl postaven nový vodojem, který byl v roce 1974 zrekonstruován a zařazen do vodovodního systému města Brna.

## Historie
Vodojem Kraví hora je jedním ze 73 vodojemů a akumulačních nádrží, které provozují Brněnské vodárny a kanalizace. V roce 1912 zadalo Úřednické stavební družstvo v Brně požadavek na projekt užitkového vodovodu pro svou vilovou čtvrť v Žabovřeskách firmě HYDROAER, Rosenberg, Kindl, Hradecký. Výstavbu vodojemu o kapacitě 60 m³ provedla firma První moravská továrna na vodovody a pumpy Antonín Kunz z Hranic v roce 1913. Výtlačné čerpadlo, které pumpovalo vodu ze studně do vodojemu, bylo poháněno naftovým motorem Laurin-Klement o výkonu 6 koní. V polovině šedesátých let 20. století byl tento malý vodojem vyřazen z činnosti. Objekt se nachází v těsné blízkosti brněnské hvězdárny. V roce 2015 umístila hvězdárna na povrch bývalého vodojemu jednu ze svých nových venkovních expozic.
S požadavky na vyšší spotřebu vody byla do Žabovřesk přivedena pitná voda z Prvního březovského vodovodu. K tomu účelu byla v roce 1913 postavena na severovýchodním svahu Kraví hory přečerpávací stanice, která zabezpečovala čerpání vody do vodojemu v ulici Barvičově. K čerpání vody byla instalována dvě odstředivá čerpadla s elektrickými motory o výkonu 10 k. Původní výkon čerpadel 10 litrů za sekundu byl zvyšován až na 25 l/s. K objektu čerpací stanice byl přistavěn služební byt, zřízena elektrická rozvodna. Provoz přečerpávací stanice byl v roce 1972 ukončen a v roce 1999 byl objekt předán Statutárnímu městu Brnu a po úpravách zde začalo fungovat Multimediální studio Lávka, součást Střediska volného času Lužánky.
V roce 1924 byl v jiné lokalitě vrcholu Kraví hory postaven nový vodojem o objemu 5000 m³, který byl určen pro užitkovou vodu. Na krátkou dobu však zásoboval blízké okolí pitnou vodou, která byla nejdříve dodávána z přečerpávací stanice Kraví hora. Pro svůj původní účel tedy nebyl využit a na dlouhou dobu byl vyřazen z činnosti. V roce 1974 byl zrekonstruován a je součástí druhého základního tlakového pásma brněnského vodovodu. Je plněn řadem DN 1000 (ocelové potrubí o průměru 1000 mm) z vodojemu Palackého vrch. Společně s vodojemy Holé hory II a přerušovacím vodojemem Palackého vrch zásobuje část Králova Pole, Žabovřesk, část Černých Polí, západní a severní část centra města i vyšší polohy Starého Brna. V letech 2019–2021 prochází vodojem Kraví hora celkovou rekonstrukcí.